# Пожежі в Антрактиді
Хоча в Антарктиді немає лісових пожеж, вогонь становить серйозну загрозу для діяльності людини. Пожежогасіння в Антарктиді ускладнюються суворими умовами континенту, віддаленістю місць, які повинні обслуговуватися, та важливістю захисту життєзахисного укриття від самоспалення. Через низькі температури рідку воду часто важко отримати у великій кількості, а вітер сприяє швидкому поширеню полум'я
Через суворі умови материку, втрата укриття може мати катастрофічні наслідки для виживання мешканців бази, що посилюється віддаленістю баз від сторонньої допомоги. Для пом'якшення наслідків пожежі, ряд окремих будівель будується зі значною відстані між ними
Крім того, у багатьох базах Антарктики є аварійні запаси, які зберігаються поблизу бази, але досить далеко, щоб навіть велика пожежа їх не зачепила. Якщо база горить, запаси повинні бути достатніми для виживання персоналу бази, поки не прийде допомога.
Раз на місяць є штучні пожежні тривоги.

## Антарктична пожежна частина
Пожежна частина Антарктики базується на станції Мак-Мердо. Це єдина штатна професійна пожежна частина в Антарктиді, яка найкраще оснащена.
Департамент обслуговує дві пожежні станції в Мак-Мердо: станція 1 знаходиться в центрі Мак-Мердо, а станція 2 обслуговує аеродроми станції. Парк Станції 1 складається з двох пожежних машин, водного тендера, машини швидкої допомоги, рятувальної машини і пожежної машини SCAT (Self-Contain Attack Truck). Парк Станції 2 складається з машини швидкої допомоги і семи транспортних засобів ARFF (Aircraft Rescue Fire Fighting), які повністю відстежуються для обробки більш глибокого снігового покриву, навколишнього злітно-посадкові смуги. Апаратура станції 2 розподіляється і відправляється на різні аеродроми в залежності від поточної польотної активності.
Протягом літа в Антарктиці (жовтень-лютий) чисельність населення Мак-Мердо є найвищою, а пожежна служба Антарктики обслуговує близько 46 працівників, у тому числі 21 пожежник (інший особовий склад — диспетчери, лейтенанти та командний персонал). Взимку (лютий-серпень) кількість мешканців Мак-Мердо скорочується до 200 і менше, а штатна чисельність пожежної частини Антарктики зменшується до дванадцяти.

## Пожежі в Антарктиді
Перша відома пожежа в Антарктиді була під час експедиції Британського Південного Хреста 1898—1900 рр., Коли свічка підпалила хатину і майже її спалила, що було б катастрофічно для експедиції.
Британська станція затоки Хоуп була повністю знищена вогнем у 1948 році. Двоє з трьох співробітників загинули, єдиний вцілілий прожив один у наметі шістнадцять днів, поки його не врятували.
12 квітня 1984 р. Аргентинський лідер Браунської бази Алміранте спеціально спалив всю базу, щоб уникнути необхідності залишатися зимою. Потерпілих не було, персонал був евакуйований на кораблі ВМС США.
25 лютого 2012 року вогонь на антарктичній станції «Команданте Ферраз» у Бразилії знищив значну частину станції та матеріалів та обладнання, використовуваних для проведення досліджень. Двоє людей загинули, ще один отримав поранення.
5 жовтня 2008 року будівля на російській станції «Прогрес» згоріла, одна людина загинула та двоє отримали серйозні поранення, а радіозв'язок із зовнішнім світом був втрачений на кілька днів.